# Asplenium chimantae
Asplenium chimantae är en svartbräkenväxtart som beskrevs av Alan Reid Smith. Asplenium chimantae ingår i släktet Asplenium och familjen Aspleniaceae. Inga underarter finns listade.